# Krushna Abhishek
Krushna Abhishek (Mumbai, 30 maggio 1983) è un attore, comico, conduttore televisivo e produttore televisivo indiano.
Raggiunse il successo come comico, dopo aver partecipato a diverse stagioni della serie televisiva indiana, Comedy Circus. Ha anche partecipato a numerosi reality show di danza, tra cui Nach Baliye 3 (2007) e Jhalak Dikhhla Jaa 4 (2010).  I suoi passi di danza sono fortemente ispirati dallo stile dello zio materno, il noto attore di Bollywood Govinda.

## Primi anni di vita
Krushna  è nato a Mumbai, dal patriarca, Atmaprakash Sharma dello stato dell'Himachal Pradesh e da madre Punjabi il 30 maggio 1983.

## Filmografia

### Cinema
- Hatya, regia di Kirti Kumar - non accreditato (1988)
- Yeh Kaisi Mohabbat, regia di Dinkar Kapoor (2002)
- Enge Enathu Kavithai, regia di Ramesh Aravind (2002)
- Hum Tum Aur Mom: Mother Never Misguides, regia di Ashok Nanda (2005)
- Devar Jee, regia di Ravi Sinha (2006)
- London Wali Se Neha Lagavli, regia di Devendra Pathik (2007)
- Aur Pappu Pass Ho Gaya, regia di S. Soni (2007)
- Jahan Jaaeyega Hamen Paaeyega, regia di Janmendra Ahuja (2007)
- Shrimaan Driver Babu, regia di Dinkar Kapoor (2007)
- 8 PM: A Murder Mystery, regia di Sunil Bhojwani (2008)
- Bol Bachchan, regia di Rohit Shetty (2012)
- It's Entertainment, regia di Sajid e Farhad Samji (2014)
- Do Chehre, regia di Ashok Gaekwad (2015)
- Kyaa Kool Hain Hum 3, regia di Umesh Ghadge (2016)
- Teri Bhabhi Hai Pagle, regia di Vinod Tiwari (2018)
- Sharma Ji Ki Lag Gayi, regia di Manoj Sharma (2019)
- Airaa, regia di Sarjun (2019)
- Life Mein Time Nahi Hai Kisi Ko, regia di Manoj Sharma (2019)
- Marne Bhi Do Yaaron, regia di Kashmira Shah (2019)
- Bhootiyapa, regia di Manoj Sharma (2019)
- O Pushpa I Hate Tears, regia di Dinkar Kapoor (2020)
- Love You Loktantra, regia di Abhay Nihalani e Prasanta Sahoo (2022)

## Programmi televisivi
| Anno           | Mostrare                                                               | Ruolo/i                  |
| -------------- | ---------------------------------------------------------------------- | ------------------------ |
| 1996           | Solo Mohabbat (Amore solitario)                                        | Vishal                   |
| 2007           | Nach Baliye 3 (Danza sacrificale 3)                                    | Concorrente              |
| 2007           | Saltare                                                                | Yogank                   |
| 2008           | Kabhi Kabhii Pyaar Kabhi Kabhii Yaar (A volte amore a volte amico )    | Concorrente              |
| 2008–2014      | Circo comico                                                           | Personaggi vari          |
| 2008           | Jalwa Quattro 2 Ka 1                                                   | Concorrente              |
| 2008           | Krazzy Kiya Re (il pazzo Re Kiya)                                      | Giudice                  |
| 2010           | Commedia Ka Daily Soap                                                 | Ospite                   |
| 2010           | Jhalak Dikhla Jaa 4 (lo scorcio 4)                                     | Concorrente              |
| 2011           | L'amore si chiude                                                      | Ospite                   |
| 2013           | Nadaniyaan (Il denaro)                                                 | Narratore                |
| 2014           | Campionato per bambini Boogie Woogie                                   | Ospite                   |
| 2014           | Le Bande di Haseepur                                                   | Concorrente              |
| 2014           | Un Pazzo in India                                                      | Ospite                   |
| 2014           | Concorso MAX completamente Deewana (pazzo)                             | Personaggi vari          |
| 2014           | Intrattenimento Ke Liye Kuch Bhi Karega (farà qualsiasi cosa per ....) | Ospite                   |
| 2014           | Badi Door Se Aaye Hain (Sono venuti da lontano)                        | Jugnu (Ospite)           |
| 2014–15        | Corsi di commedia                                                      | Personaggi vari          |
| 2015           | Killerr Karaoke Atka Toh Latkah                                        | Ospite                   |
| 2015           | Zee Rishtey Awards                                                     | Ospite                   |
| 2015           | SANSUI Colours Stardust Awards                                         | Ospite                   |
| 2015–2017      | Le notti della commedia Bachao                                         | Personaggi vari          |
| 2016           | Serate comiche dal vivo                                                | Pappo Singh              |
| 2016           | Grande capo 10                                                         | Ospite                   |
| 2016           | OH MIO DIO! Sì Mera India                                              | Ospite                   |
| 2017           | India Banega Manch                                                     | Ospite                   |
| 2017           | Bittu Bak Bak                                                          | Insegnante               |
| 2017–2018      | La compagnia drammatica                                                | Personaggi vari          |
| 2018–2021      | Lo spettacolo di Kapil Sharma 2                                        | Sapna Lal Nalasoparia    |
| 2019           | Grande capo 13                                                         | Ospite                   |
| 2020–2021      | Funhit Mein Jaari                                                      | Personaggi vari          |
| 2020           | Grande capo 14                                                         | Ospite                   |
| 2021–2022      | Lo spettacolo di Kapil Sharma 3                                        | Sapna Lal Nalasoparia    |
| 2022: presente | Grande capo 16                                                         | Presentatore di Big Buzz |